# Justizanstalt Klagenfurt

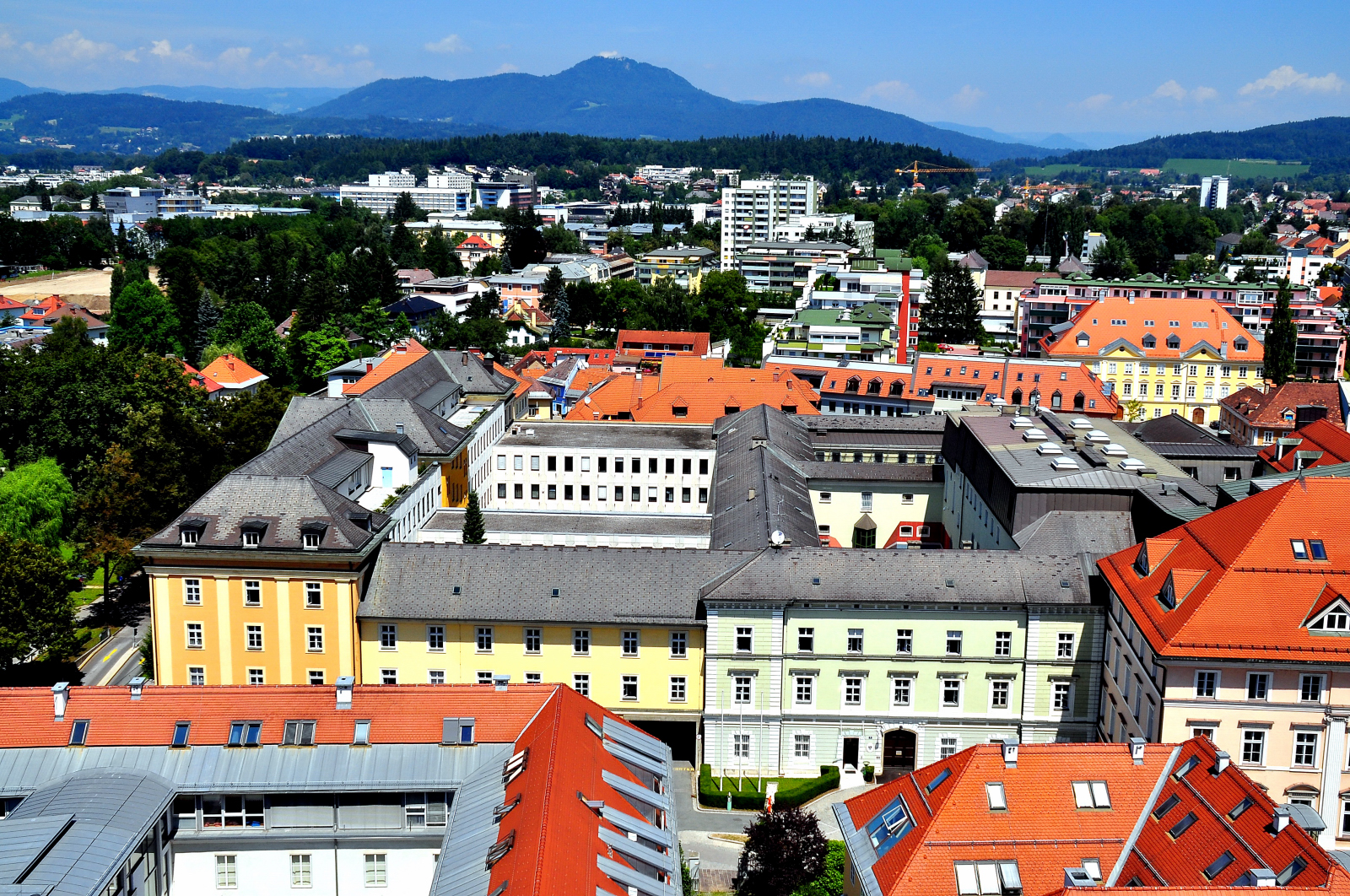
Das Landesgericht Klagenfurt und die angeschlossene Justizanstalt (Innenhof)

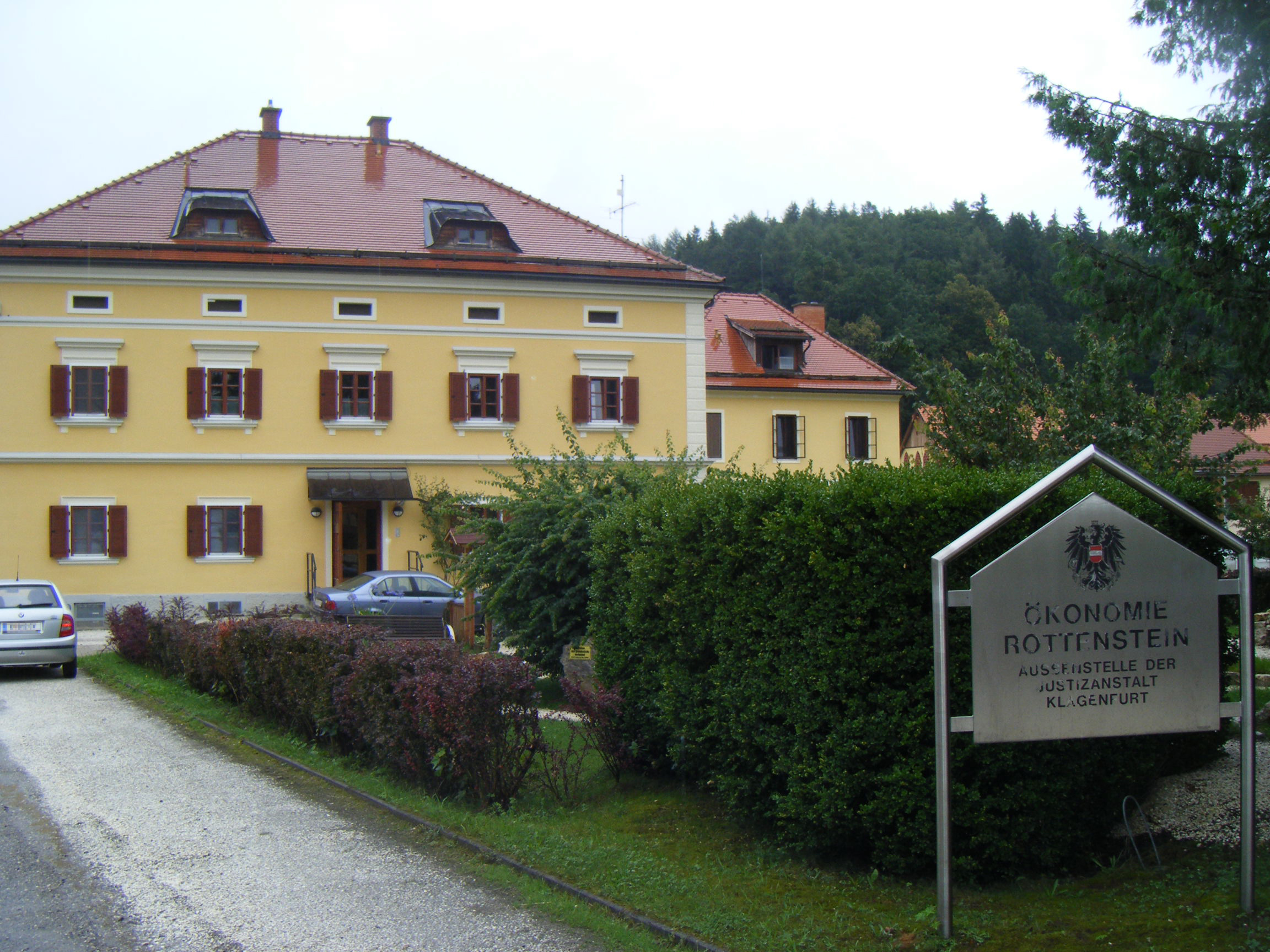
Außenstelle Rottenstein

Die Justizanstalt Klagenfurt ist ein Gerichtliches Gefangenenhaus in Kärntens Landeshauptstadt Klagenfurt am Wörthersee. Das Gefängnis ist zuständig für den Vollzug der Untersuchungshaft für das Landesgericht Klagenfurt sowie für Freiheitsstrafen, die eine Dauer von 18 Monaten nicht überschreiten. Es handelt sich bei der Anstalt (mit ihrer Zweigstelle) um die einzige Strafvollzugseinrichtung in Kärnten.
Im Hauptgebäude der Justizanstalt in der Klagenfurter Purtscherstraße können bis zu 340 Insassen untergebracht werden, in der Außenstelle Rottenstein in St. Georgen am Längsee bestehen Haftplätze für weitere 50 Gefangene. Diese Gesamthaftplätze waren zum 31. August 2007 mit 377 Gefangenen belegt. Dies entspricht einer Auslastung von 96,67 Prozent, womit die Justizanstalt zu diesem Stichtag zu den weniger ausgelasteten Strafvollzugseinrichtungen in Österreich gehörte.
Errichtet wurde das Gebäude der heutigen Justizanstalt im Jahr 1859 als Arrestantenhaus für das dazugehörende Gerichtsgebäude. Besondere bauliche Veränderung erfuhr die Anstalt in den Jahren von 1980 bis 1990 durch eine Generalsanierung. 

## Neubau seit 2024
Durch den Platzmangel in der historischen Anstalt in der Klagenfurter Innenstadt wurde ab Mitte der 2010er-Jahre ein Neubau dringlich geplant. Am 7. Februar 2020 gab die Anstaltsleitung schließlich bekannt, dass eine europaweite Ausschreibung für die Generalplanung des Justizanstalt-Neubaus per 14. Jänner erfolgt sei. Der geplante Neubau sollte demnach ab 2022 auf einem Grundstück nordöstlich des Flughafens Klagenfurt in der Josef-Sablatnig-Straße errichtet werden und bis zu 400 Gefangene beherbergen. Eine Fertigstellung wurde zunächst für das Jahr 2025 geplant, wobei von Gesamtkosten von 55 bis 60 Millionen Euro für den Neubau ausgegangen wurde. Im Oktober 2020 wurde das Siegerprojekt des Architektenwettbewerbs – ein Entwurf des Architekten Thomas Zinterl – der Öffentlichkeit vorgestellt und die Gesamtkosten nunmehr mit bis zu 100 Millionen Euro beziffert.
Der tatsächliche Spatenstich für den Neubau der Justizanstalt nordöstlich des Flughafengeländes erfolgte am 29. Oktober 2024. Zu diesem Zeitpunkt wurde mit Gesamtkosten von 170 Millionen Euro kalkuliert und eine Fertigstellung bis Ende 2027 geplant.